# Tim Lounibos
Tim Lounibos (Petaluma (Californië)) is een Amerikaanse acteur. 

## Biografie
Lounibos is van Koreaans-Duits-Iers komaf. 
Voor zijn studie heeft hij gestudeerd aan de Universiteit van Berkeley Dramatic Arts en heeft ook hier zijn diploma gehaald, hierna is hij verhuisd naar Los Angeles en voelde zich meteen goed op zijn plaats.
Zijn carrière kwam pas echt van de grond met zijn rol in de film Erotique in 1994, daar kreeg hij goede recensies voor. Hierna heeft hij nog in meer televisieseries en televisiefilms gespeeld zoals Beverly Hills, 90210, Saved by the Bell: The New Class, The Practice, JAG, General Hospital, Passions en The West Wing.  

## Filmografie

### Films
Uitgezonderd korte films.
- 2008 The Sensei – als Simon O’Neil
- 2003 Uh Oh! – als Yosur
- 2001 Contagion – als agent Fraley
- 2001 Ball & Chain – als TaGOR (stem)
- 1999 ATF – als agent Ron Estes
- 1999 Life Tastes Good – als Archie
- 1996 Steel Sharks – als Mack
- 1995 Gei ba ba de xin – als Stem
- 1995 Cops n Roberts – als jongen in postkamer
- 1995 Profiles – als punker
- 1994 Terminal Velocity – als Springer
- 1994 Leave of Absence – als David Sue
- 1994 Erotique – als Adrian

### Televisieseries
Uitgezonderd eenmalige gastrollen.
- 2019 Bosch - als Ed Sung - 5 afl.
- 2000 – 2006 Passions – als dokter – 8 afl.
- 2004 The West Wing – als kolonel Leahy – 3 afl.
- 2002 General Hospital – als dr. Bennett – 3 afl.
- 1999 – 2002 JAG – als Peter Yuen - 2 afl.
- 2001 Max Steel – als Mark Montgomery – 2 afl.
- 2000 The Practice – als dr. Michael Wang – 2 afl.
- 1999 Saved by the Bell: The New Class – als serg. Meinhart – 3 afl.
- 1994 – 1995 Beverly Hills, 90210 – als Walter Chen – 3 afl.

### Computerspellen
- 2002 Bruce Lee: Quest of the Dragon – als Wolfgang Heinrich
- 2001 Star Trek: Away Team – als Vin Asunder